# Archidiecezja Canberry-Goulburn
Archidiecezja Canberry-Goulburn (łac. Archidiœcesis Camberrensis-Gulburnensis) – archidiecezja Kościoła rzymskokatolickiego w Australii. Powstała 17 listopada 1862 jako diecezja Goulburn, na terytorium należącym wcześniej do archidiecezji Sydney. Początkowo należała do metropolii Sydney.
5 lutego 1948 została z niej wyłączona, otrzymując status archidiecezji stowarzyszonej z metropolią, ale nienależącej do niej w sensie kanonicznym i podlegającej bezpośrednio Stolicy Apostolskiej. Miało to związek z wybudowaniem na terenie diecezji stolicy federalnej - Canberry - która zgodnie z australijską konstytucją nie należy do żadnego stanu, lecz tworzy niezależne Australijskie Terytorium Stołeczne (ACT). Ponieważ metropolia Sydney jest w sensie terytorialnym odbiciem stanu Nowa Południowa Walia, władze kościelne postanowiły uszanować szczególny status stolicy i wyodrębniły ją z metropolii. Po tych zmianach archidiecezja przyjęła nazwę "archidiecezji Canberry (i Goulburn)", przy czym to drugie miasto zapisywane było zawsze w nawiasie. 19 lipca 2006 roku zmieniono nazwę na archidiecezja Canberry-Goulburn, symbolicznie zrównując status obu głównych miast. Do 1972 katedra diecezjalną była katedra Świętego Zbawiciela w Goulburn. Aktualnie rolę tę pełni katedra św. Krzysztofa w Canberze.